# Taça de Portugal de 2023–24
A Taça de Portugal de 2023–24 (conhecida por Taça de Portugal Placard de 2023–24 por motivos de patrocínio) foi a 84.ª edição da Taça de Portugal. É disputada por 105 equipas dos 4 campeonatos nacionais, mais 41 representantes dos Campeonatos Distritais. A final foi disputada a 26 de maio de 2024.

## Formato
Na 1.ª eliminatória participam 18 equipas da Liga 3, 53 equipas do Campeonato de Portugal, assim como 41 equipas distritais. Dentro destas equipas são sorteadas 40 que ficam isentas. Na 2.ª eliminatória, juntam-se aos 36 vencedores da 1.ª eliminatória e às 40 equipas isentas, as 16 equipas da Segunda Liga. Na 3.ª eliminatória entram os 18 clubes da Primeira Liga.
Todas as eliminatórias são disputadas numa só mão com exceção das meias-finais, que são disputadas a duas mãos, sempre com recurso a prolongamento e grandes penalidades, caso o sejam necessários para desempate. Na 2.ª eliminatória as equipas da Segunda Liga não se podem defrontar e jogam sempre na qualidade de visitante, sendo que o mesmo se aplica para as equipas da Primeira Liga, na 3.ª eliminatória. A final é disputada num estádio definido pela FPF, tradicionalmente o Estádio Nacional do Jamor.
| Eliminatória     | Equipas ainda em prova | Participam nesta eliminatória | Vencedores da eliminatória anterior | Novas entradas | Liga                                                    |
| ---------------- | ---------------------- | ----------------------------- | ----------------------------------- | -------------- | ------------------------------------------------------- |
| 1.ª Eliminatória | 146                    | 112                           | -                                   | 112            | Liga 3 (18) Campeonato de Portugal (53) Distritais (41) |
| 2.ª Eliminatória | 110                    | 92                            | 36+40                               | 16             | Segunda Liga                                            |
| 3.ª Eliminatória | 64                     | 64                            | 46                                  | 18             | Primeira Liga                                           |
| 4.ª Eliminatória | 32                     | 32                            | 32                                  | -              | -                                                       |
| Oitavos-de-Final | 16                     | 16                            | 16                                  | -              | -                                                       |
| Quartos-de-Final | 8                      | 8                             | 8                                   | -              | -                                                       |
| Meias-Finais     | 4                      | 4                             | 4                                   | -              | -                                                       |
| Final            | 2                      | 2                             | 2                                   | -              | -                                                       |

## 1.ª Eliminatória
| I Liga  | II Liga | Liga 3  | Campeonato de Portugal | Distritais | Total     |
| ------- | ------- | ------- | ---------------------- | ---------- | --------- |
| 18 / 18 | 16 / 16 | 18 / 18 | 53 / 53                | 41 / 41    | 146 / 146 |

O sorteio da 1.ª eliminatória realizou-se a 7 de agosto de 2021 na Cidade do Futebol, em Oeiras, e ditou os 36 embates da 1.ª eliminatória e as 40 equipas isentas, consequentemente apuradas para a 2.ª eliminatória.
Os jogos foram disputados nos dias 8, 9 e 10 de setembro de 2023. Participam nesta eliminatória equipas da Liga 3, do Campeonato de Portugal e dos campeonatos distritais.
As equipas foram divididas em oito séries (A-F) de acordo com a sua posição geográfica. Apenas podiam ser sorteadas equipas da mesma série.
Isentas
As seguintes 40 equipas equipas ficaram isentas de participar na 1.ª eliminatória (por sorteio):
| - Canelas 2010 (3) - CD Rabo de Peixe (CP) - Santa Maria (D) - GD Luzense (D) - Oliveira do Douro (CP) - UD Lanheses (D) - Marco 09 (CP) - Atlético dos Arcos (D) - Mortágua FC (CP) - CD Ponte (D) | - Moncarapachense (CP) - CF Os Marialvas (D) - O Elvas (CP) - SC Mirandela (CP) - São João de Ver (CP) - Atlético CP (3) - AD Camacha (CP) - CD Trofense (3) - AC Malveira (D) - GDR Gafetense (D) | - ACDR Lamelas (CP) - GD Vilar de Perdizes (CP) - SC Lusitânia (CP) - Clube Oriental de Lisboa (D) - FC Barreirense (CP) - ADRC Pedrógão de São Pedro (D) - Brito SC (CP) - Sporting da Covilhã (3) - Amarante FC (CP) - Dumiense/Colégio João Paulo II (CP) | - FC Tirsense (CP) - CD Gouveia (CP) - Pevidém SC (CP) - Sertanense (CP) - União de Tomar (CP) - Vitória de Setúbal (3) - AC Vila Meã (CP) - 1.º Dezembro (CP) - Vitória de Sernache (CP) - Vasco da Gama (Vidigueira) (CP) |

Jogos
| 8 de setembro de 2023 Série A                                          | Limianos (CP)                       | 2 - 2 (pro.) (5 - 3 pen.)                                | (3) Varzim                                 | Ponte de Lima, Viana do Castelo                     |  |
| 17:00                                                                  | - Angel Gomes 23' - Cássio Luís 39' |                                                          | - Julián Bonilla 30' - Gonçalo Pimenta 80' | Estádio: Campo do Cruzeiro Árbitro: António Moreira |  |
|                                                                        |                                     | Penalidades                                              |                                            |                                                     |  |
| - Luís Ká - Reko Silva - Fábio Sequeira - Vasco Costa - Rodrigo Vieira |                                     | - Rui Areias - Léo Teixeira - Carlos Tovar - Vasco Rocha |                                            |                                                     |  |

| 9 de setembro de 2023 Série B                               | União de Lamas (D)                  | 2 - 2 (pro.) (2 - 4 pen.)                                               | (CP) Paredes                             | Santa Maria da Feira, Aveiro                |  |
| 11:00                                                       | - Joãozinho 75' - Emanuel Alves 93' |                                                                         | - Erik Santana 41' - Onyeka Osemene 110' | Estádio: Estádio Comendador Henrique Amorim |  |
|                                                             |                                     | Penalidades                                                             |                                          |                                             |  |
| - Luís Moreira - Joãozinho - Alexandre Pardal - Luís Magolo |                                     | - Erik Santana - Murilo Rosa - Leandro Cardoso - Bruno - Onyeka Osemene |                                          |                                             |  |

| 9 de setembro de 2023 Série D                                  | Peniche (CP)        | 1 - 1 (pro.) (4 - 2 pen.)                       | (CP) Marinhense | Peniche, Leiria                |  |
| 15:00                                                          | - Miguel Velosa 92' |                                                 | - Benny 120+1'  | Estádio: Estádio do CD Peniche |  |
|                                                                |                     | Penalidades                                     |                 |                                |  |
| - Zé Ricardo - Tony Correia - Alex Diliberto - Diogo Gonçalves |                     | - Kuca - Benny - André Bujaca - Miguel Baptista |                 |                                |  |

| 9 de setembro de 2023 Série E | Flamengos (D) | 0 - 2 | (CP) Grupo Desportivo das Fontinhas | Horta, Açores                                    |  |
| 15:30                         |               |       | - Edu Silva 4' - John Anderson 47'  | Estádio: Campo da Lajinha Árbitro: André Marques |  |

| 9 de setembro de 2023 Série C | Académica de Coimbra (3)                            | 3 - 0 (pro.) | (CP) União de Coimbra | Santo António dos Olivais, Coimbra                       |  |
| 17:30                         | - Francisco Ferreira 92' - João Victor 105+2', 112' |              |                       | Estádio: Estádio Cidade de Coimbra Árbitro: Dinis Gorjão |  |

| 10 de setembro de 2023 Série E | Sporting de Guadalupe (D) | 0 - 1 | (CP) CUF Barreiro | Guadalupe, Açores                    |  |
| 11:00                          |                           |       | - Gaby Pinho 85'  | Estádio: Campo de Jogos de Guadalupe |  |

| 10 de setembro de 2023 Série A | AD Fafe (3)       | 1 - 2 (pro.) | (3) Felgueiras 1932                      | Fafe, Braga                                                   |  |
| 14:00                          | - Apolo Silva 49' |              | - Gabi Pereira 72' - Henrique Brito 109' | Estádio: Estádio Municipal de Fafe Árbitro: Humberto Teixeira |  |

| 10 de setembro de 2023 Série E | Real SC (CP) | 1 - 2 | (D) Olivais e Moscavide | Queluz, Lisboa                          |  |
| 15:00                          |              |       |                         | Estádio: Complexo Desportivo do Real SC |  |

| 10 de setembro de 2023 Série E | Amora (3) | 8 - 0 | (D) Vitória do Pico | Amora, Setúbal                                       |  |
| 15:00                          | - Vasco Sousa 2', 52' - Miguel Montenegro 9', 47' - Mboulou Júnior 55' - Hugo Costa 77' - Bruno Figueiredo 83' - Jorge Teixeira 87' |       |                     | Estádio: Estádio da Medideira Árbitro: Marcos Brazão |  |

| 10 de setembro de 2023 Série D | Alqueidão da Serra (D) | 3 - 2 | (D) CD Torres Novas | Alqueidão da Serra, Leiria             |  |
| 15:00                          |                        |       |                     | Estádio: Estádio do Alqueidão da Serra |  |

| 10 de setembro de 2023 Série D | Pêro Pinheiro (3) | 1 - 1 (pro.) (5 - 3 pen.) | (3) Caldas | Sintra, Lisboa                                                    |  |
| 15:00                          |                   |                           |            | Estádio: Estádio do Sport União Sintrense Árbitro: Fábio Loureiro |  |

| 10 de setembro de 2023 Série F | Castrense (D) | 1 - 0 | (D) Penedo Gordo | Castro Verde, Beja                     |  |
| 15:00                          |               |       |                  | Estádio: Estádio Municipal 25 de Abril |  |

| 10 de setembro de 2023 Série D | Amiense (D) | 0 - 7 | (CP) Benfica de Castelo Branco | Amiais de Baixo, Santarém |  |
| 15:00                          |             |       |                                | Estádio: Campo da Azenha  |  |

| 10 de setembro de 2023 Série F | Atlético de Reguengos (D) | 0 - 2 | (D) Quarteirense | Reguengos de Monsaraz, Évora  |  |
| 15:00                          |                           |       |                  | Estádio: Campo Virgílio Durão |  |

| 10 de setembro de 2023 Série F | Louletano (CP) | 1 - 0 | (CP) Imortal | Faro/Loulé, Faro         |  |
| 15:00                          |                |       |              | Estádio: Estádio Algarve |  |

| 10 de setembro de 2023 Série D | Alverca (3) | 13 - 0 | (D) Os Gavionenses | Vila Franca de Xira, Lisboa                                     |  |
| 15:00                          | - Luiz Miguel 3' - Vitinho 9', 48' - Ronaldo Rodrigues 11' - Ricardo Rodrigues 32', 36' - Rui Batalha 47', 58' - Khalid Hachadi 50', 52' - João Costa 75', 77' - Jean Sales 82' |        |                    | Estádio: Complexo Desportivo do FC Alverca Árbitro: Tiago Pinto |  |

| 10 de setembro de 2023 Série F | Juventude de Évora (CP) | 3 - 0 | (D) GD Portel | Évora, Évora                        |  |
| 15:00                          |                         |       |               | Estádio: Estádio Sanches de Miranda |  |

| 10 de setembro de 2023 Série F | Lusitano de Évora (CP) | 2 - 0 | (D) Comércio e Indústria | Évora, Évora           |  |
| 15:00                          |                        |       |                          | Estádio: Campo Estrela |  |

| 10 de setembro de 2023 Série C | Os Vilanovenses (D) | 0 - 2 | (D) Sporting de Pombal | Vila Nova de Tazem, Guarda           |  |
| 15:00                          |                     |       |                        | Estádio: Estádio D. Aurélia de Moura |  |

| 10 de setembro de 2023 Série F | Padernense Clube (D) | 1 - 2 (pro.) | (CP) Serpa | Paderne, Faro                |  |
| 15:00                          |                      |              |            | Estádio: Estádio João Campos |  |

| 10 de setembro de 2023 Série D | União de Santarém (CP) | 6 - 0 | (D) Proença-a-Nova | Santarém, Santarém              |  |
| 15:00                          |                        |       |                    | Estádio: Campo Chã das Padeiras |  |

| 10 de setembro de 2023 Série C | Florgrade FC (CP) | 3 - 1 | (CP) Beira-Mar | Cortegaça, Aveiro                        |  |
| 15:00                          |                   |       |                | Estádio: Parque Desportivo do Buçaquinho |  |

| 10 de setembro de 2023 Série B | Rebordosa (CP) | 2 - 1 | (D) ADC Lobão | Rebordosa, Porto                              |  |
| 15:00                          |                |       |               | Estádio: Complexo Desportivo Monte de Azevido |  |

| 10 de setembro de 2023 Série A | ADC Rebordelo (D)     | 1 - 3 | (CP) Os Sandinenses                | Rebordelo, Bragança                  |  |
| 15:00                          | - Miguel Lavrador 87' |       | - Totas 13', 47' - Bruno Alves 68' | Estádio: Campo de Jogos de Rebordelo |  |

| 10 de setembro de 2023 Série A | Mondinense (D) | 0 - 2 | (CP) Montalegre | Mondim de Basto, Vila Real                    |  |
| 15:00                          |                |       |                 | Estádio: Estádio Municipal de Mondim de Basto |  |

| 10 de setembro de 2023 Série A | Vila Real (CP) | 0 - 2 | (CP) Ribeirão 1968                                        | Vila Real, Vila Real                                              |  |
| 15:00                          |                |       | - Agostinho Soares 80' (AG) - Stanley Awurum 90+6' (pen.) | Estádio: Complexo Desportivo Monte da Forca Árbitro: Miguel Silva |  |

| 10 de setembro de 2023 Série B | Salgueiros (CP) | 2 - 0 | (D) FC Foz | Campanhã, Porto                       |  |
| 15:00                          |                 |       |            | Estádio: Complexo Desportivo Campanhã |  |

| 10 de setembro de 2023 Série A | Aliados de Lordelo (D) | 1 - 3 | (3) SC Vianense | Lordelo, Porto                                         |  |
| 15:00                          |                        |       |                 | Estádio: Estádio Cidade de Lordelo Árbitro: João Pinho |  |

| 10 de setembro de 2023 Série C | Lusitano de Vildemoinhos (D) | 0 - 2 | (D) Tocha | Vildemoinhos, Viseu            |  |
| 15:00                          |                              |       |           | Estádio: Estádio dos Trambelos |  |

| 10 de setembro de 2023 Série C | Fornos de Algodres (D) | 0 - 5 | (3) Oliveira do Hospital | Fornos de Algodres, Guarda                                        |  |
| 15:00                          |                        |       |                          | Estádio: Estádio Municipal Fornos de Algodres Árbitro: João Pinto |  |

| 10 de setembro de 2023 Série B | Valadares Gaia (CP) | 4 - 0 | (D) Torre de Moncorvo | Valadares, Porto                          |  |
| 15:00                          |                     |       |                       | Estádio: Complexo Desportivo de Valadares |  |

| 10 de setembro de 2023 Série B | Portosantense (CP) | 0 - 0 (pro.) (4 - 2 pen.) | (CP) Gondomar | Câmara de Lobos, Madeira                      |  |
| 15:00                          |                    |                           |               | Estádio: Estádio Municipal de Câmara de Lobos |  |

| 10 de setembro de 2023 Série B | Lusitânia de Lourosa (3) | 10 - 0 | (D) Régua | Lourosa, Aveiro                                      |  |
| 15:00                          | - Cristiano Gomes 12' - Ivanildo Nhaga 27', 29', 35', 40' - Rúben Gonçalves 38', 57' - Mika Borges 62' (pen.), 87' - Francisco Santos 75' (AG) |        |           | Estádio: Estádio do Lusitânia Árbitro: Bruno Rebocho |  |

| 10 de setembro de 2023 Série E | União Micaelense (D) | 1 - 0 | (D) GD Alcochetense | Ponta Delgada, Açores                             |  |
| 16:00                          |                      |       |                     | Estádio: Estádio Municipal Marquês Jácome Correia |  |

| 10 de setembro de 2023 Série C                                                                       | Anadia (3)                               | 2 -2 (pro.) (6 - 7 pen.)                                                                                              | (3) Sanjoanense                           | Anadia, Aveiro                                                                  |  |
| 16:30                                                                                                | - Alvarinho 71' (pen.) - Breno Pais 112' | | - Marcelo Santos 83' - João Magalhães 98' | Estádio: Estádio Municipal Engº Sílvio Henriques Cerveira Árbitro: Pedro Vieira |  |
| |                                          | Penalidades |                                           |                                                                                 |  |
| - Junilson Cá - Gonçalo Cunha - Vitinho - Bruno Carvalho - Mabrouk Rouai - João Cunha - Nuno Martins |                                          | - Aliu Ronaldo - Marcelo Santos - Gustavo Fernandes - João Oliveira - Landry Nkolo - Bernardo Fontes - João Magalhães |                                           |                                                                                 |  |

| 11 de setembro de 2023 Série E | Sintrense (CP) | v | (D) Operário dos Açores | Sintra, Lisboa                            |  |
| 19:00                          |                |   |                         | Estádio: Estádio do Sport União Sintrense |  |

## 2ª eliminatória
| I Liga  | II Liga | Liga 3  | Campeonato de Portugal | Distritais | Total     |
| ------- | ------- | ------- | ---------------------- | ---------- | --------- |
| 18 / 18 | 16 / 16 | 14 / 18 | 46 / 53                | 16 / 41    | 110 / 146 |

Os jogos da 2ª eliminatória foram disputados a 23 e 24 de setembro.
| Equipe 1                       | Resultado      | Equipe 2                   |
| ------------------------------ | -------------- | -------------------------- |
| CUF Barreiro (CP)              | 1-3            | Marítimo (II)              |
| CD Trofense (L3)               | 0–1            | Pevidém SC (CP)            |
| O Elvas (CP)                   | 1–0            | UD Lanheses (D)            |
| SC São João de Ver (CP)        | 0–1            | Leixões SC (II)            |
| CD Ponte (D)                   | 0–5            | Länk FC Vilaverdense (II)  |
| Louletano DC (CP)              | 0–1            | AVS Futebol SAD (II)       |
| Portosantense (CP)             | 0–1            | Nacional (II)              |
| UD Tocha (D)                   | 0–1            | Rebordosa AC (CP)          |
| LGC Moncarapachense (CP)       | 6–2            | União Micaelense (D)       |
| Lusitânia Lourosa (L3)         | 1–2            | Académico de Viseu FC (II) |
| Benfica de Castelo Branco (CP) | 1–1 (6–7 g.p.) | UD Oliveirense (II)        |
| Lusitano Évora (CP)            | 0–0 (2–3 g.p.) | SC Covilhã (L3)            |
| Lusitânia Açores (CP)          | 1–0            | CF Marialvas (D)           |
| GD Vilar de Perdizes (CP)      | 5–1            | CF Vasco da Gama (CP)      |
| CF Canelas 2010 (L3)           | 5–0            | Fontinhas (CP)             |
| Vitória de Sernache (CP)       | 0–3            | SC Vianense (L3)           |
| Sporting de Pombal (D)         | 0–5            | CD Tondela (II)            |
| Mortágua FC (CP)               | 2–1            | Amora FC (L3)              |
| Sertanense FC (CP)             | 0–2            | Amarante FC (CP)           |
| ACDR Lamelas (CP)              | 1–3            | FC Tirsense (CP)           |
| GD Peniche (CP)                | 2–2 (4–5 g.p.) | CDC Montalegre (CP)        |
| Valadares Gaia FC (CP)         | 1–1 (2–4 g.p.) | FC Penafiel (II)           |
| CDR Quarteirense (D)           | 0–1            | Belenenses (II)            |
| Atlético dos Arcos (D)         | 2–2 (3–4 g.p.) | AC Malveira (D)            |
| ADRC Pedrogão (D)              | 00–12          | União de Leiria (II)       |
| FC Felgueiras 1932 (L3)        | 4–0            | AD Limianos (CP)           |
| CCR Alqueidão Serra (D)        | 1–3            | AD Marco 09 (CP)           |
| Dumiense FC (CP)               | 4–3            | União de Santarém (CP)     |
| GD Ribeirão (CP)               | 0–3            | CD Santa Clara (II)        |
| GDR Gafetense (D)              | 0–5            | CD Mafra (II)              |
| SC Salgueiros (CP)             | 0–1            | Santa Maria FC (D)         |
| CD Rabo Peixe (CP)             | 3–2            | CF Oliveira do Douro (CP)  |
| Clube Oriental de Lisboa (CP)  | 0–1            | SC União Torreense (II)    |
| USC Paredes (CP)               | 5–1            | Florgrade FC (CP)          |
| Académica de Coimbra (l3)      | 3–2            | FC Oliveira Hospital (L3)  |
| FC Castrense (D)               | 0–3            | AC Vila Meã (CP)           |
| AD Sanjoanense (L3)            | 0–1            | Vitória de Setúbal (CP)    |
| FC Barreirense (CP)            | 0–3            | SC Mirandela (CP)          |
| Juventude Évora (CP)           | 1–2            | Sport União Sintrense (CP) |
| FC Serpa (CP)                  | 2–1            | CD Gouveia (CP)            |
| Brito SC (CP)                  | 0–2            | CD Feirense (II)           |
| União de Tomar (CP)            | 1–2            | CA Pêro Pinheiro (L3)      |
| SU 1º Dezembro (L3)            | 2–0            | Paços de Ferreira (II)     |
| Atlético CP (L3)               | 1–1 (4–2 g.p.) | FC Alverca (L3)            |
| GDRC Os Sandinenses (CP)       | 0–1            | Olivais e Moscavide (CP)   |
| GD Luzense (D)                 | 0–3            | AD Camacha (CP)            |

## 3ª eliminatória
| I Liga  | II Liga | Liga 3 | Campeonato de Portugal | Distritais | Total    |
| ------- | ------- | ------ | ---------------------- | ---------- | -------- |
| 18 / 18 | 15 / 16 | 8 / 18 | 20 / 53                | 3 / 41     | 64 / 146 |

Os jogos da 3ª eliminatória foram disputados entre 19 e 22 de outubro. O jogo entre o Camacha e o Famalicão foi adiado devido ao mau tempo na ilha da Madeira, que impossibilitou do avião que transportava a equipa do Famalicão, de aterrar. O jogo foi realizado a 18 de novembro.
| Equipe 1                   | Resultado    | Equipe 2                  |
| -------------------------- | ------------ | ------------------------- |
| Rebordosa AC (CP)          | 2–0          | SC Braga (I)              |
| Lusitânia Açores (CP)      | 1–4          | Benfica (I)               |
| SC Covilhã (L3)            | 1–4          | Portimonense SC (I)       |
| GD Vilar de Perdizes (CP)  | 0–2          | FC Porto (I)              |
| USC Paredes (CP)           | 2–1          | Moreirense FC (I)         |
| Atlético CP (L3)           | 0–1          | FC Vizela (I)             |
| CD Rabo Peixe (CP)         | 0–2          | Casa Pia AC (I)           |
| AC Malveira (D)            | 1–1 7–6 g.p. | AD Marco 09 (CP)          |
| Leixões SC (II)            | 1–1 3–4 g.p. | Vitória de Setúbal (CP)   |
| AC Vila Meã (CP)           | 0–1          | CF Estrela Amadora (I)    |
| Académico de Viseu FC (II) | 1–3          | União de Leiria (II)      |
| CD Olivais e Moscavide (D) | 1–3          | Sporting CP (I)           |
| Sport União Sintrense (CP) | 0–5          | GD Estoril Praia (I)      |
| SC União Torreense (II)    | 2–1          | Rio Ave FC (I)            |
| FC Penafiel (II)           | 3–0          | Santa Maria FC (D)        |
| FC Felgueiras 1932 (L3)    | 1–3          | FC Arouca (I)             |
| Länk FC Vilaverdense (II)  | 3–2          | SC Farense (I)            |
| LGC Moncarapachense (CP)   | 1–3          | Vitória de Guimarães (I)  |
| CF Canelas 2010 (L3)       | 0–0 5–3 g.p. | GD Chaves (I)             |
| CD Tondela (II)            | 2–1          | SU 1º Dezembro (L3)       |
| Amarante FC (CP)           | 2–1          | Académica de Coimbra (L3) |
| Dumiense FC (CP)           | 1–0          | AVS Futebol SAD (II)      |
| Nacional (II)              | 6–1          | SC Mirandela (CP)         |
| CA Pêro Pinheiro (L3)      | 0–0 7–8 g.p. | FC Serpa (CP)             |
| CD Mafra (II)              | 1–1 3–1 a.p. | CD Feirense (II)          |
| O Elvas (CP)               | 1–1 4–2 g.p. | FC Tirsense (CP)          |
| Marítimo (II)              | 4–1          | Mortágua FC (CP)          |
| CDC Montalegre (CP)        | 2–1          | Pevidém SC                |
| CD Santa Clara (II)        | 0–0 2–0 a.p. | SC Vianense (L3)          |
| Belenenses (II)            | 1–2          | Gil Vicente FC (I)        |
| UD Oliveirense (II)        | 1–3          | Boavista (I)              |
| AD Camacha (CP)            | 0–5          | FC Famalicão (I)          |

## 4ª eliminatória
| I Liga  | II Liga | Liga 3 | Campeonato de Portugal | Distritais | Total    |
| ------- | ------- | ------ | ---------------------- | ---------- | -------- |
| 14 / 18 | 9 / 16  | 1 / 18 | 7 / 53                 | 1 / 41     | 32 / 146 |

O sorteio da 4ª eliminatória realizou-se a 25 de outubro. Os jogos foram disputados entre 24 e 26 de novembro.
| Equipe 1                 | Resultado      | Equipe 2                  |
| ------------------------ | -------------- | ------------------------- |
| FC Vizela (I)            | 2–1 a.p.       | CF Estrela Amadora (I)    |
| Vitória de Guimarães (I) | 4–1            | Länk FC Vilaverdense (II) |
| FC Porto (I)             | 4–0            | CDC Montalegre (CP)       |
| Sporting CP (I)          | 8–0            | Dumiense FC (CP)          |
| USC Paredes (CP)         | 0–2            | Amarante FC (CP)          |
| Portimonense SC (I)      | 1–4            | SC Braga (I)              |
| Benfica (I)              | 2–0            | FC Famalicão (I)          |
| CF Canelas 2010 (L3)     | 1–3            | Marítimo (II)             |
| FC Penafiel (II)         | 3–2 a.p.       | Vitória de Setúbal (CP)   |
| Nacional (II)            | 0–0 (6-5 g.p.) | Casa Pia AC (I)           |
| FC Arouca (I)            | 2–2 (4-3 g.p.) | Boavista (I)              |
| O Elvas (CP)             | 1–1 (1-4 g.p.) | CD Santa Clara (II)       |
| União de Leiria (II)     | 5–0            | AC Malveira (D)           |
| GD Estoril Praia (I)     | 2–1            | CD Mafra (II)             |
| SC União Torreense (II)  | 1–1 (2-4 g.p.) | CD Tondela (II)           |
| FC Serpa (CP)            | 0–1            | Gil Vicente FC (I)        |

## Oitavos de final
| I Liga | II Liga | Liga 3 | Campeonato de Portugal | Distritais | Total    |
| ------ | ------- | ------ | ---------------------- | ---------- | -------- |
| 9 / 18 | 6 / 16  | 0 / 18 | 1 / 53                 | 0 / 41     | 16 / 146 |

O sorteio da 5ª eliminatória realizou-se a 29 de novembro. Os jogos foram disputados nos dias 09, 10 e 11 de Janeiro.
| Equipe 1                 | Resultado    | Equipe 2             |
| ------------------------ | ------------ | -------------------- |
| Vizela (I)               | 1–0          | Arouca (I)           |
| Vitória de Guimarães (I) | 1–0          | Penafiel (II)        |
| Santa Clara (II)         | 1–1 4–2 g.p. | Nacional (II)        |
| Marítimo (II)            | 0–3          | União de Leiria (II) |
| Benfica (I)              | 3–2          | Braga (I)            |
| Gil Vicente (I)          | 3 – 1        | Amarante (CP)        |
| Estoril Praia (I)        | 0 – 4        | Porto (I)            |
| Sporting CP (I)          | 4 – 0        | Tondela (II)         |

## Quartos de final
| I Liga | II Liga | Liga 3 | Campeonato de Portugal | Distritais | Total   |
| ------ | ------- | ------ | ---------------------- | ---------- | ------- |
| 6 / 18 | 2 / 16  | 0 / 18 | 0 / 53                 | 0 / 41     | 8 / 146 |

O sorteio dos quartos de final foi realizado a 15 de janeiro, juntamente com o alinhamento para as meias-finais.
| 8 Fevereiro 2024 | Vitória de Guimarães (1)                      | 3 – 1     | (1) Gil Vicente  | Guimarães                                                   |  |
| 18:45            | 5' Tiago Silva 11' André Silva 45' João Silva | Relatório | 37' Murilo Costa | Estádio: Estádio D. Afonso Henriques Árbitro: André Narciso |  |

| 8 Fevereiro 2024 | Vizela (1)      | 1 – 2 | (1) Benfica                      | Vizela                                                               |  |
| 20:45            | 68' Sava Petrov |       | 33' Arthur Cabral 65' João Mário | Estádio: Estádio do Futebol Clube de Vizela Árbitro: Hélder Carvalho |  |

| 7 Fevereiro 2024 | Santa Clara (2) | 1 – 2 | (1) Porto | Ponta Delgada |  |
| 15:00 |                 |       |           | Estádio: Estádio de São Miguel Árbitro: Gustavo Correia Árbitros assistentes: Inacio Pereira e Luis Costa Quarto árbitro: Márcio Torres |  |
| Nota: * Jogo interrompido pelo árbitro Gustavo Correia aos 27 minutos da 1.ª parte por considerar que as condições do relvado não permitiam a continuação da partida. Resultado no momento interrupção 0-0. O jogo foi concluído a 29 de fevereiro. https://www.fpf.pt/pt/News/Todas-as-not%C3%ADcias/Not%C3%ADcia/news/43554 https://www.fpf.pt/Portals/0/CO549_TPP_TransmissoesTelevisivas_6_7Eliminatoria_2324_SantaClara_Porto_e_Sporting_SLB.pdf |                 |       |           | |  |

| 7 Fevereiro 2024 | União de Leiria (2) | 0 – 3     | (1) Sporting CP                               | Leiria |  |
| 20:45            |                     | Relatório | 32' e 74' Viktor Gyökeres 37' Pedro Gonçalves | Estádio: Estádio Dr. Magalhães Pessoa Árbitro: Tiago Martins Árbitros assistentes: Hugo Ribeiro José Mira Quarto árbitro: Diogo Rosa |  |

## Meias finais
| I Liga | II Liga | Liga 3 | Campeonato de Portugal | Distritais | Total   |
| ------ | ------- | ------ | ---------------------- | ---------- | ------- |
| 4 / 18 | 0 / 16  | 0 / 18 | 0 / 53                 | 0 / 41     | 4 / 146 |

| 3 abril 2024 | Vitória de Guimarães (1) | 0–1 | (1) Porto                    | Guimarães                                            |  |
| 20:15        |                          |     | Pepê (futebolista)Pepê' (52) | Estádio: Estádio D. Afonso Henriques Público: 18,103 |  |

| 17 Abril 2024 | Porto (1)                                        | 3–1 | (1) Vitória de Guimarães | Porto                                      |  |
| 20:15         | - Taremi 26' (pen.) - Conceição 45+5' - Pepê 75' |     | Freitas 1'               | Estádio: Estádio do Dragão Público: 30,609 |  |

FC Porto venceu 4–1 no resultado agregado da eliminatória.
| 29 Fevereiro 2024 | Sporting CP (1)               | 2–1 | (1) Benfica   | Lisboa                                         |  |
| 20:45             | - Gonçalves 9' - Gyökeres 54' |     | - Aursnes 68' | Estádio: Estádio José Alvalade Público: 45,393 |  |

| 2 Abril 2024 | Benfica (1)               | 2–2 | (1) Sporting CP               | Lisboa                                  |  |
| 20:45        | - Otamendi 52' - Rafa 64' |     | - Hjulmand 47' - Paulinho 55' | Estádio: Estádio da Luz Público: 59,113 |  |

Sporting CP venceu 4–3 no resultado agregado da eliminatória.

## Final
| 26 Maio 2024 | Porto                       | 2 – 1 | Sporting CP   | Estádio Nacional do Jamor, Oeiras |
| 17:15        | Evanilson 25' · Taremi 100' |       | 20' St. Juste | Árbitro: Fábio Veríssimo          |